# Contestation en Arabie saoudite en 2011
La contestation en Arabie saoudite en 2011, vague de contestation populaire, sociale et politique sans précédent[réf. nécessaire], débute vers le 21 janvier 2011 et s'inscrit dans un contexte de tension dans les pays arabes. Les manifestants réclament dignité, emplois et libertés.

## Contexte
Depuis le succès de la révolution tunisienne, le monde arabe est secoué par une vague de contestations.
L’Arabie saoudite est elle aussi vulnérable : si sa rente pétrolière lui permet d’acheter la paix sociale, le taux de chômage des 20-24 ans est estimé à 40  %.

### Proche révolte bahreïnie
Les 3 et 4 mars 2011, des manifestations ont lieu à Qatif, dans l’est du pays, pour la libération de neuf personnes emprisonnées depuis treize ans. Au moins vingt manifestants sont arrêtés.
Quelques centaines de chiites de l'est du pays manifestent en soutien aux protestataires de Bahreïn les 17 et 27 mars 2011 (Bahreïn est situé près de Qatif), demandant également la libération des prisonniers politiques.

## Manifestations

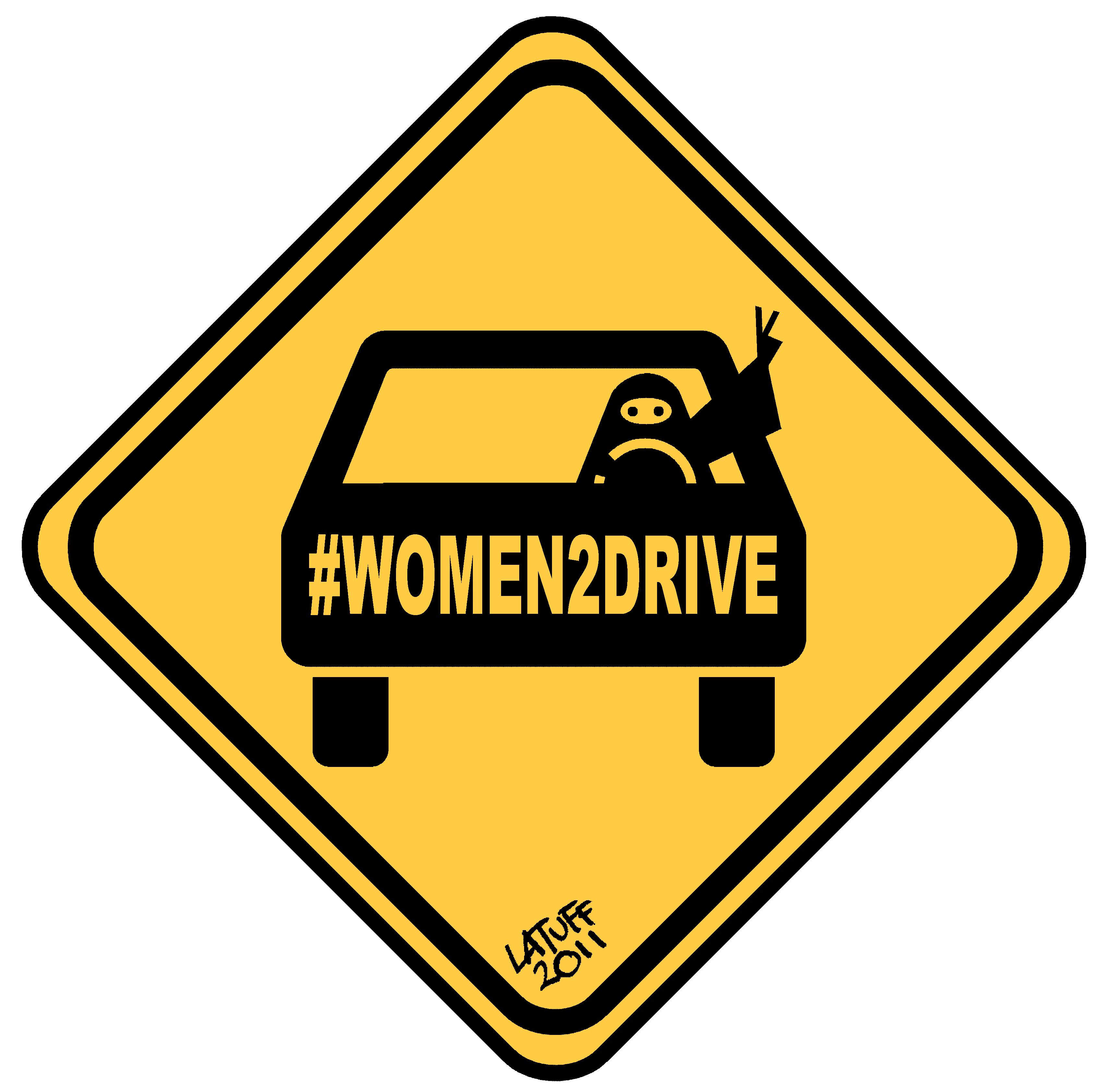

Le 10 mars 2011, la police tire à balles réelles sur des manifestants chiites à Qatif, dans l’est du pays. Le « jour de la colère », organisé le 11, n’est suivi que faiblement.
Le 11 avril 2011, quelques dizaines de diplômés manifestent devant les locaux du ministère de l’Éducation à Djeddah.
D’autres manifestations ont lieu à l’automne, toujours dans la région chiite de Qatif. En octobre 2011, la répression fait plus 14 blessés. En novembre, les tirs de la police font quatre morts dans la région de Qatif, et un nouveau en janvier 2012.

## Réactions

### Réactions du gouvernement
En janvier 2011, le gouvernement prévoit de faire passer les stocks de blé de six mois à un an de consommation, afin de prévenir les pénuries et les hausses de prix.
Le 23 février 2011, un plan de 36 milliards est annoncé, pour augmenter les salaires des fonctionnaires et construire des logements. Ce plan est amplifié plusieurs fois, pour aboutir à un total de 70 milliards de dollars (50 milliards d'euros) le 18 mars, le recrutement de 60 000 fonctionnaires, la construction de 500 000 logements, une prime de deux mois de salaire pour tous les fonctionnaires, des investissements pour la santé publique, et une lutte contre la corruption. De plus, un salaire minimum de 560 € est promis, trois milliards d’euros doivent être investis dans la santé, et 60 000 policiers recrutés.
Pour avoir participé aux manifestations, le cheikh Nimr Baqr al-Nimr et son neveu Ali Mohammed Al-Nimr sont condamnés à mort par décapitation et crucifiement.  Lors de l'exécution publique, qui peut intervenir à tout moment, le condamné sera décapité et son corps sera ensuite hissé sur une croix et exposé publiquement jusqu'au pourrissement de ses chairs.